# Igor Nedeljković
Igor Nedeljković (in serbo Игор Недељковић?; Belgrado, 24 settembre 1991) è un calciatore serbo, attaccante del Qala Saints.

## Carriera

### Club
Il 1º agosto 2014 viene acquistato a titolo definitivo dalla squadra macedone dello Sileks Kratovo.